# Живой натюрморт
«Живой натюрморт» — картина испанского художника Сальвадора Дали, написанная в 1956 году. Находится в Музее Сальвадора Дали в Сент-Питерсберге.

## Информация о картине
Дали написал эту картину в период, который он называл «ядерным мистицизмом», состоящим из различных теорий, которые пытаются показать связь между квантовой физикой и сознательным разумом.

Когда [...] я покажу вазочку кружащейся в пространстве вместе с веером и фруктами, цветной капустой, птицей, бокалом, бутылкой, из которой изливается содержимое, и ножом напротив окна, а за окном будет простираться бескрайняя морская гладь, покрытая зыбью, когда я выставлю руку, сжимающую в пальцах рог носорога, — всё это будет означать, что я решился и начал постигать пространство-время путём созерцания левитации, которая разрушает энтропию.— Сальвадор Дали